# Inés de Aquitania (reina de Aragón y Navarra)
Inés de Aquitania (finales de 1072-(posiblemente) 6 de junio de 1095) fue una hija del conde de Poitiers y duque de Aquitania Guillermo VIII y su tercera esposa, Hildegarda de Borgoña, y por ello media hermana de Inés de Aquitania, reina de León, con quien a veces se la confunde. 
En 1081, Inés fue prometida con Pedro I de Aragón y Navarra. La pareja se casó en el curso del año 1086, en Jaca, y al ascender al trono, Inés se convirtió en reina consorte de Aragón y Navarra. Tuvieron dos hijos, ambos fallecidos antes que su padre: 
- Pedro de Aragón (f. 1103)
- Isabel de Aragón (f. 1104)

Inés murió en 1097, y su esposo se volvió a casar con una mujer llamada Berta. Pero tampoco tuvo descendencia de ese segundo matrimonio, y murió poco después. Con ello, se cortó la línea sucesoria del Reino de Aragón, que hubo de ser continuada por el hermano de Pedro I, Alfonso I el Batallador, y posteriormente, por el hermano menor, Ramiro II el Monje.